# 克里瓦 (塔拉夏區)
49°35′58″N 30°29′40″E / 49.59944°N 30.49444°E
克里瓦（烏克蘭語：Крива）是位於烏克蘭北部的村莊，由基辅州白采爾克瓦區的塔拉夏市鎮負責管轄。該村面積1.67平方公里，海拔高度183米，2001年人口342，人口密度每平方公里205.3人。